# Luc Requilé
Luc Requilé est un ancien pilote de rallyes, rwandais et belge.

## Biographie
Après avoir développé au Maroc le camping Le Roi Bédouin durant dix ans à 40 km au Nord de Laâyoune dans le Sahara occidental, cet ex- pilote est retourné vivre en Belgique, avec son épouse.

## Palmarès
- 1985: Champion d'Afrique des rallyes (ARC), sur Opel Manta I200 (copilotes Luc Verhulst, et Martine Delervelle, future Requilé).